# María Elena
María Elena este un oraș și comună din provincia Tocopilla, regiunea Antofagasta, Chile, cu o populație de 4.543 locuitori (2012) și o suprafață de 12197,2 km2.